# Healdton
Healdton – miasto w Stanach Zjednoczonych, w stanie Oklahoma, w hrabstwie Carter.